# Lienardia fallax
Lienardia fallax é uma espécie de gastrópode do gênero Lienardia, pertencente à família Clathurellidae.